# Sussex-løftet
Sussex-løftet var et løfte, som Tyskland i 1916 under 1. verdenskrig gav De forenede Stater inden den amerikanske hærs indtræden i krigen. I begyndelsen af 1916 havde Tyskland iværksat en politik om uindskrænket ubådskrig, som tillod sænkning af bevæbnede handelsskibe – men ikke passagerskibe – uden varsel. Trods denne specifikke begrænsning blev en fransk passagerfærge Sussex, torpederet uden varsel i Den engelske kanal den 24. marts 1916. Skibet fik alvorlige skader og omkring 50 ombordværende omkom. Selv om ingen amerikanere omkom under angrebet, fik det præsident Woodrow Wilson til at erklære, at hvis Tyskland fortsatte denne praksis, ville USA afbryde de diplomatiske forbindelser med landet. Af frygt for at USA ville træde ind i krigen forsøgte Tyskland at formilde USA ved den 4. maj 1916 at afgive Sussex løftet, som lovede en ændring i Tysklands søkrigsførsel. De vigtigste elementer var:
- Passagerskibe ville ikke være mål
- Handelsskibe ville ikke blive sænket før det stod klart, at der var våben om bord, om nødvendigt ved en gennemsøgning af skibet
- Handelsskibe ville ikke blive sænket uden hensyntagen til passagerer og besætningsmedlemmers sikkerhed.

I 1917 blev Tyskland overbevist om at de kunne besejre de allierede styrker ved at gennemføre uindskrænket ubådskrig inden USA kunne nå at træde ind i krigen. Sussex løftet blev derfor trukket tilbage i januar 1917, hvilket betød starten på den sidste fase i det såkaldte første slag om Atlanterhavet. Genoptagelsen af den uindskrænkede ubådskrig samt Zimmermann telegrammet førte til at USA erklærede Tyskland krig den 6. april 1917 og dermed trådte ind i 1. verdenskrig.

## Eksterne kilder
- The Life and Letters of Walter H. Page, by Burton J. Hendrick
- U-S-History.com on the Sussex
- American History: A Survey Eleventh Edition by Alan Brinkley, © 2003 by The McGraw-Hill Companies
- Tony Bridgeland. Outrage at Sea: Naval Atrocities in the First World War. Pen and Sword Books, 2002. ISBN 0-85052-877-1
- Conway’s All the World’s Fighting Ships, 1906–1921 (Conway Maritime Press, 1985) ISBN 0-85177-245-5